# Allmoge (porslin)

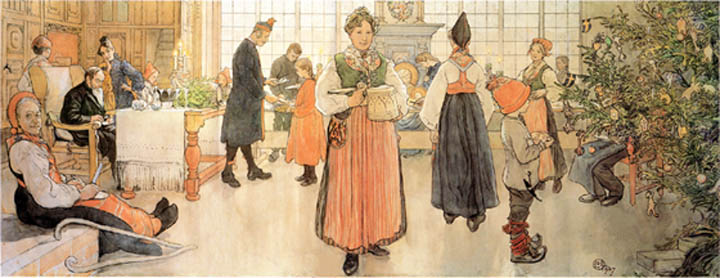
Akvarellvariant av Nu är det jul igen. Allmogedekoren på tallriken till vänster i bild syns tydligare i oljemålningen.

Allmoge är en servis från Gustavsbergs porslinsfabrik. Allmoge målades för första gången runt sekelskiftet 1800/1900. Dekoren består av röda och blå blommor på stänglar med små blad, på vit bakgrund. Dekoren har tillverkats i varierande utföranden över åren, bland annat i versionen "Ranka", skapad av Stig Lindberg och tillverkad 1942–1965 Dekoren finns på ett stort antal olika föremål i servisen.
Allmoge användes tidigt av Carl Larsson. På hans målning Nu är det jul igen, som är en stämningsbild av julfest på Carl Larsson-gården Lilla Hyttnäs 1906, avbildas rättarfrun Kersti Kvarnberg sittande på spiselkanten med mat på en tallrik ur Allmogeservisen. 
Allmoge har tillverkats i omgångar under 1900-talet och finns i nyproduktion i benporslin sedan 2005.